# Amtsgericht Friedeburg
Das Amtsgericht Friedeburg war ein Gericht der ordentlichen Gerichtsbarkeit in Friedeburg.
Nach der Revolution von 1848 wurde im Königreich Hannover die Rechtsprechung von der Verwaltung getrennt und die Patrimonialgerichtsbarkeit abgeschafft.
Das Amtsgericht wurde daraufhin mit der Verordnung vom 7. August 1852 die Bildung der Amtsgerichte und unteren Verwaltungsbehörden betreffend als königlich hannoversches Amtsgericht gegründet. Es umfasste das Amt Friedeburg. Das Amtsgericht war dem Obergericht Aurich untergeordnet. Im Jahre 1859 wurde das Amtsgericht Friedeburg aufgelöst. Sein Gerichtsbezirk wurde dem Amtsgericht Wittmund zugeordnet.